# Val di Noto

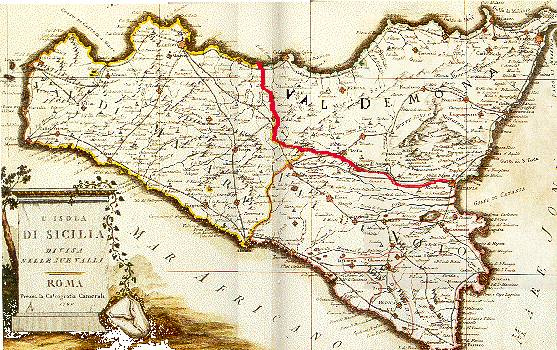
Správní členění Sicílie na mapě z 18. století

Val di Noto je oblast v jihovýchodní Sicílii, zahrnující části území provincií Siracusa, Ragusa, Caltanisetta, Enna a Catania. Původně bylo Val di Noto (též zvané Vallo di Noto) správním obvodem v rámci Sicílského království, a to od normanských dob až po jeho zánik v roce 1812. Sicilské království bývalo rozdělené do tří správních obvodů, kterými bylo Val di Mazara na západě, Val di Demono na severovýchodě a Val di Noto na jihovýchodě. Výklad slova „Val“ se odvozuje jednak od italského slova „valle“, tj. „údolí“, jednak se kořenům výrazu „il vallo“ přisuzuje původ v arabském označení územní správní jednotky vilájat (ولاية- wilájat) .
Oblast Val di Noto je známá především díky zdejšímu jednotnému pozdně baroknímu stylu staveb z bílého vápence. V lednu roku 1693 celou oblast zasáhlo silné zemětřesení, po kterém se započalo s výstavbou nových měst v jednotném stavebním slohu, tzv. sicilském baroku.
Osm z těchto měst, Caltagirone, Militello in Val di Catania, Katánie, Modica, Noto, Palazzolo Acreide, Ragusa a Scicli, bylo v roce 2002 zařazeno mezi kulturní památky světového dědictví UNESCO pod souhrnným názvem „Pozdně barokní města v údolí Val di Noto (jihovýchodní Sicílie)“.

## Fotogalerie

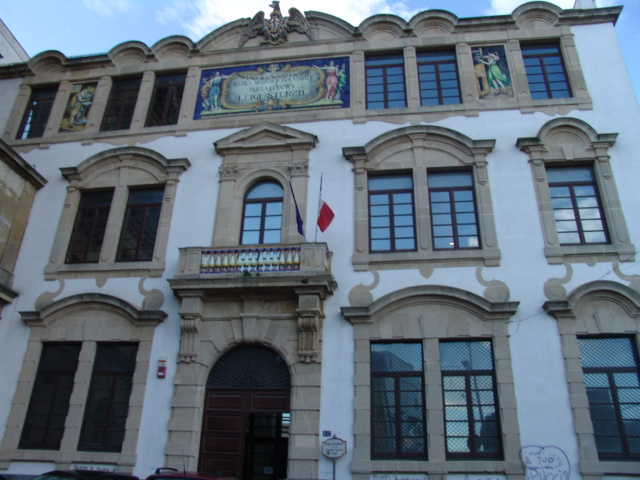
Istituto d'arte ceramica, Caltagirone
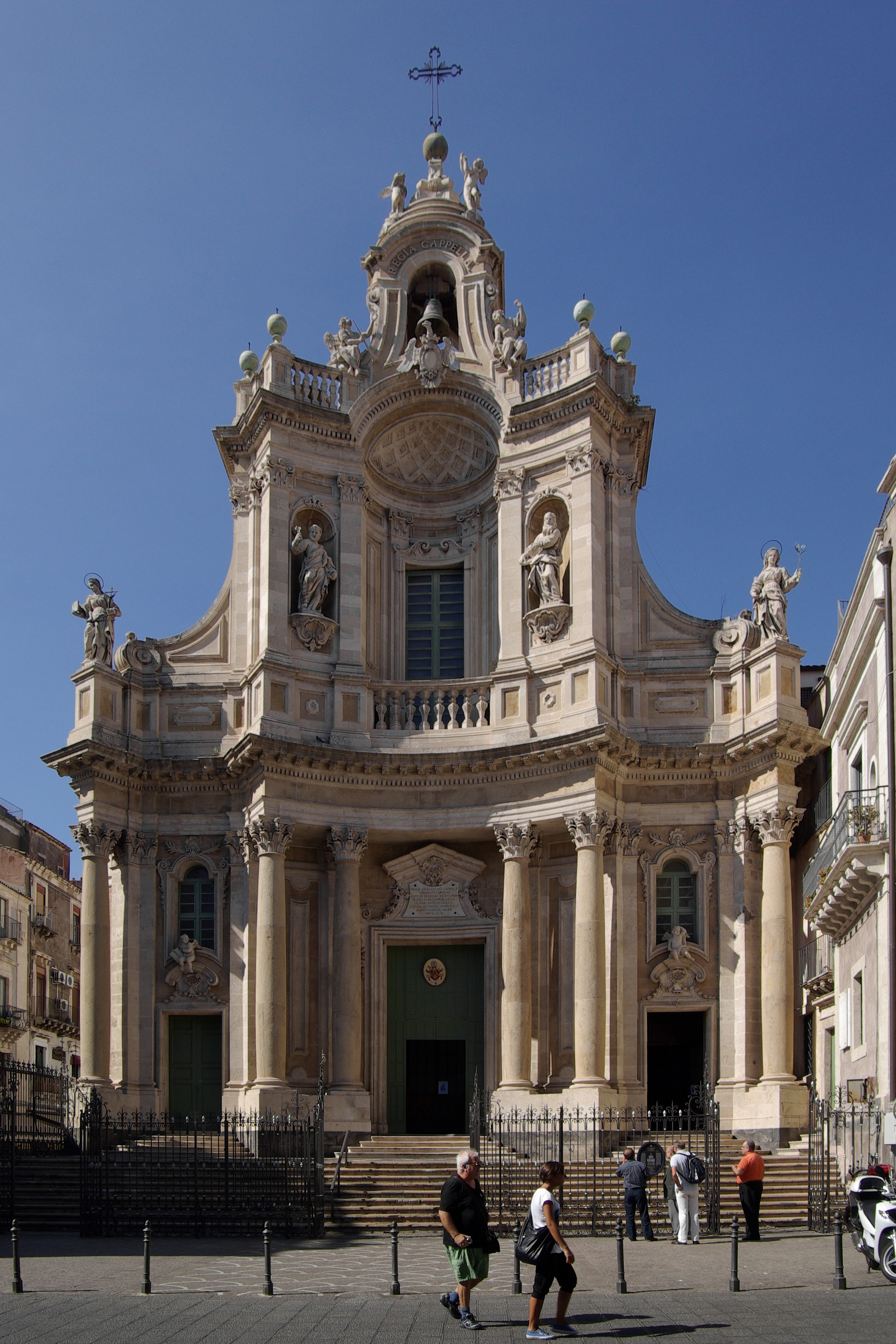
Collegiata di Santa Maria dell'Elemosina, Catania
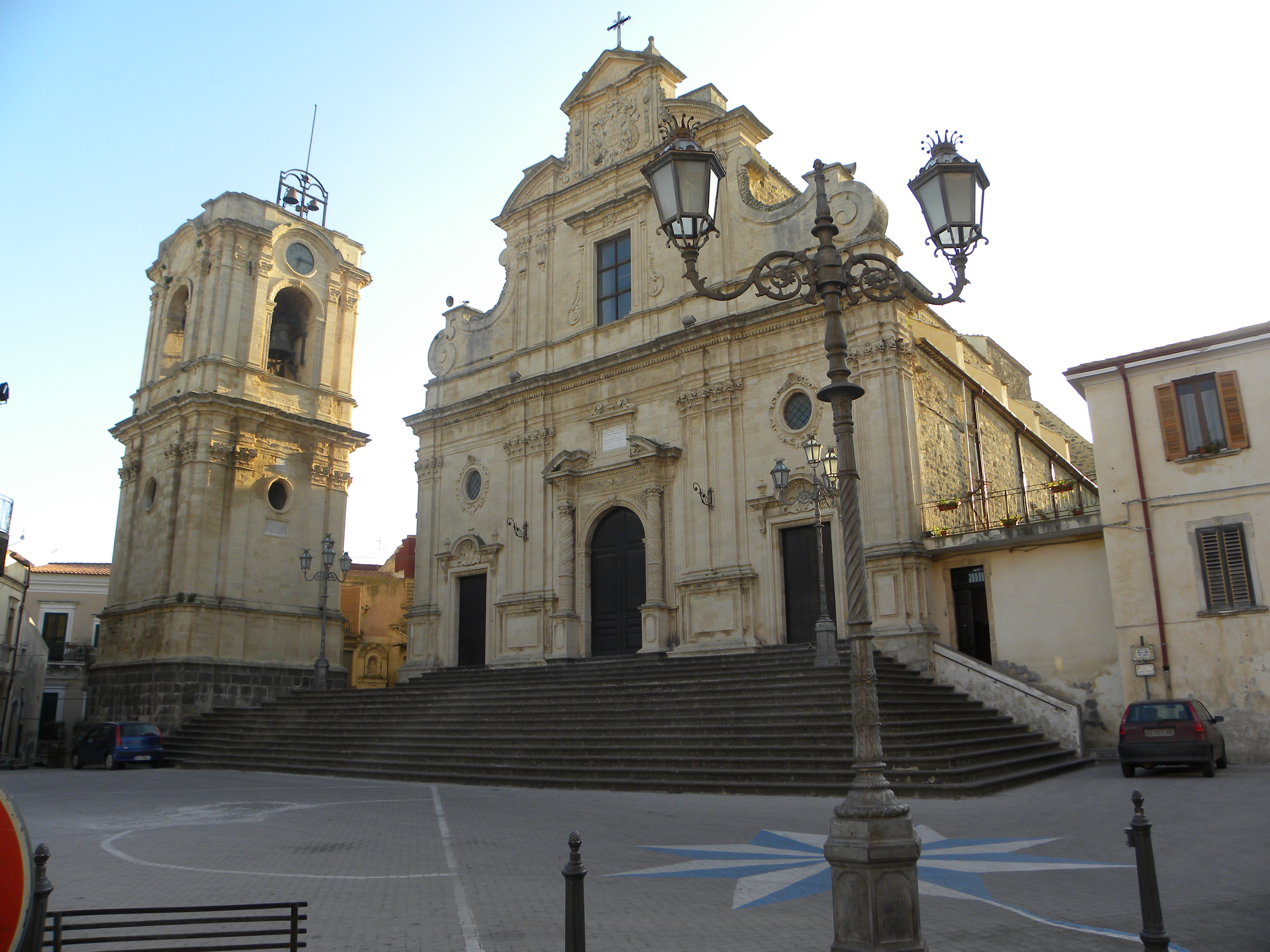
Santuario Santa Maria della Stella, Militello in Val di Catania
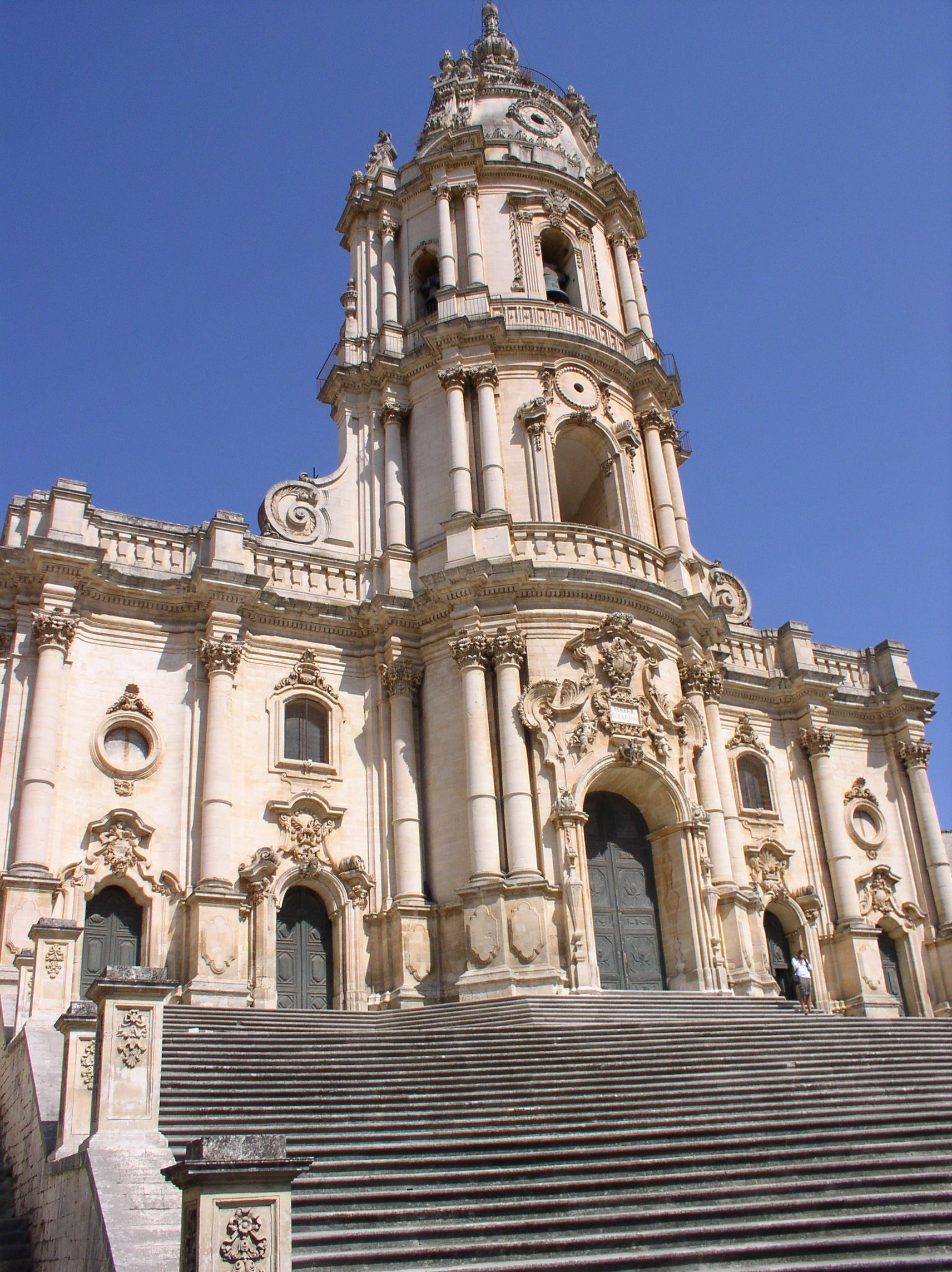
Il duomo di San Giorgio, Modica
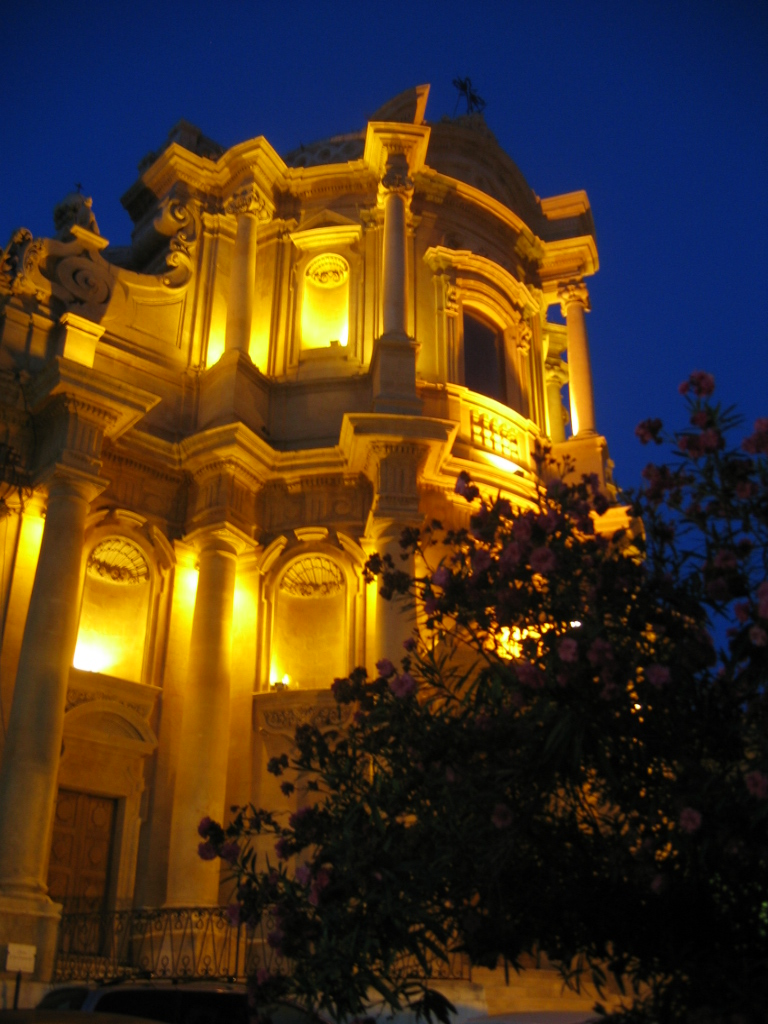
Chiesa di San Domenico, Noto
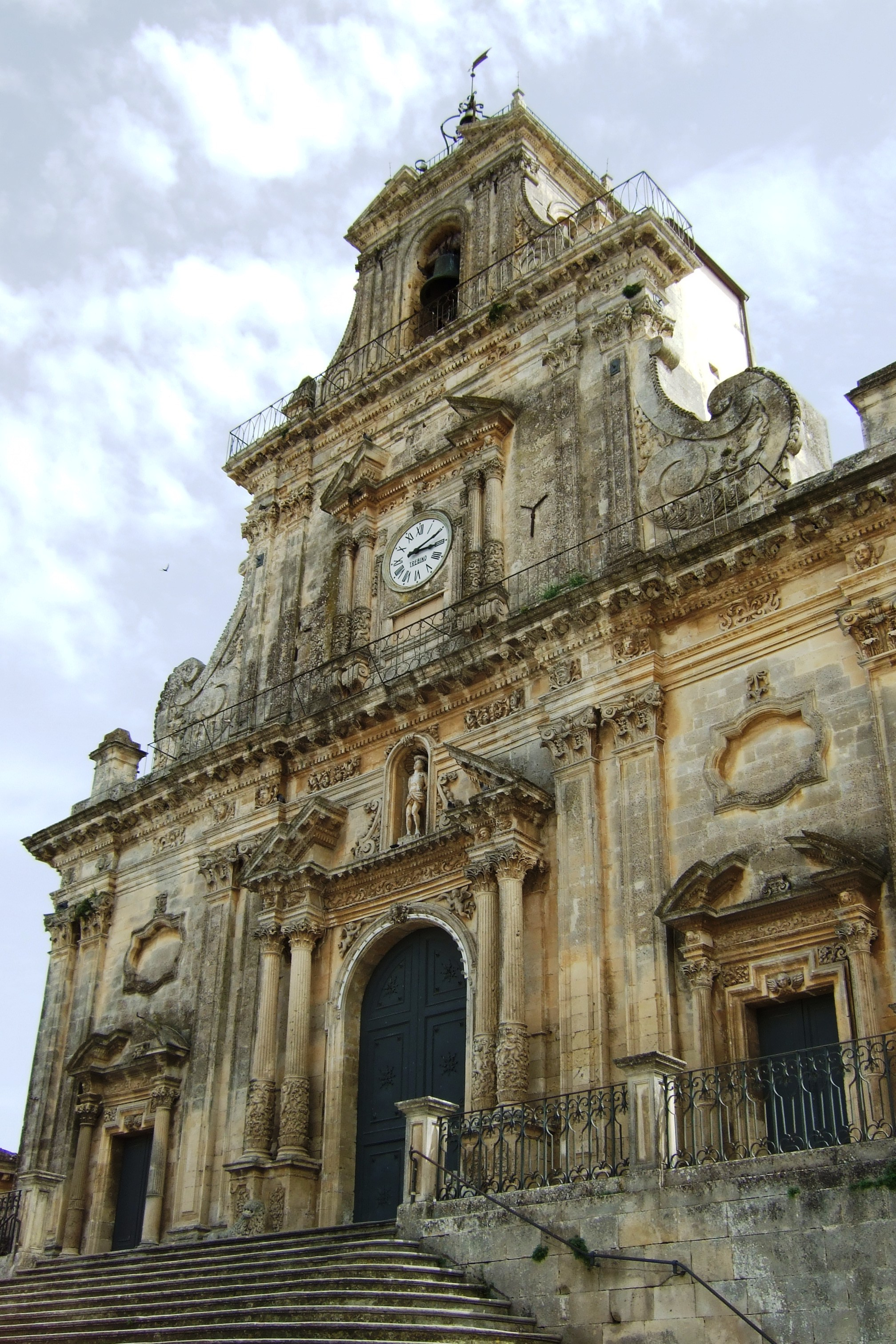
Chiesa di San Paolo, Palazzolo Acreide
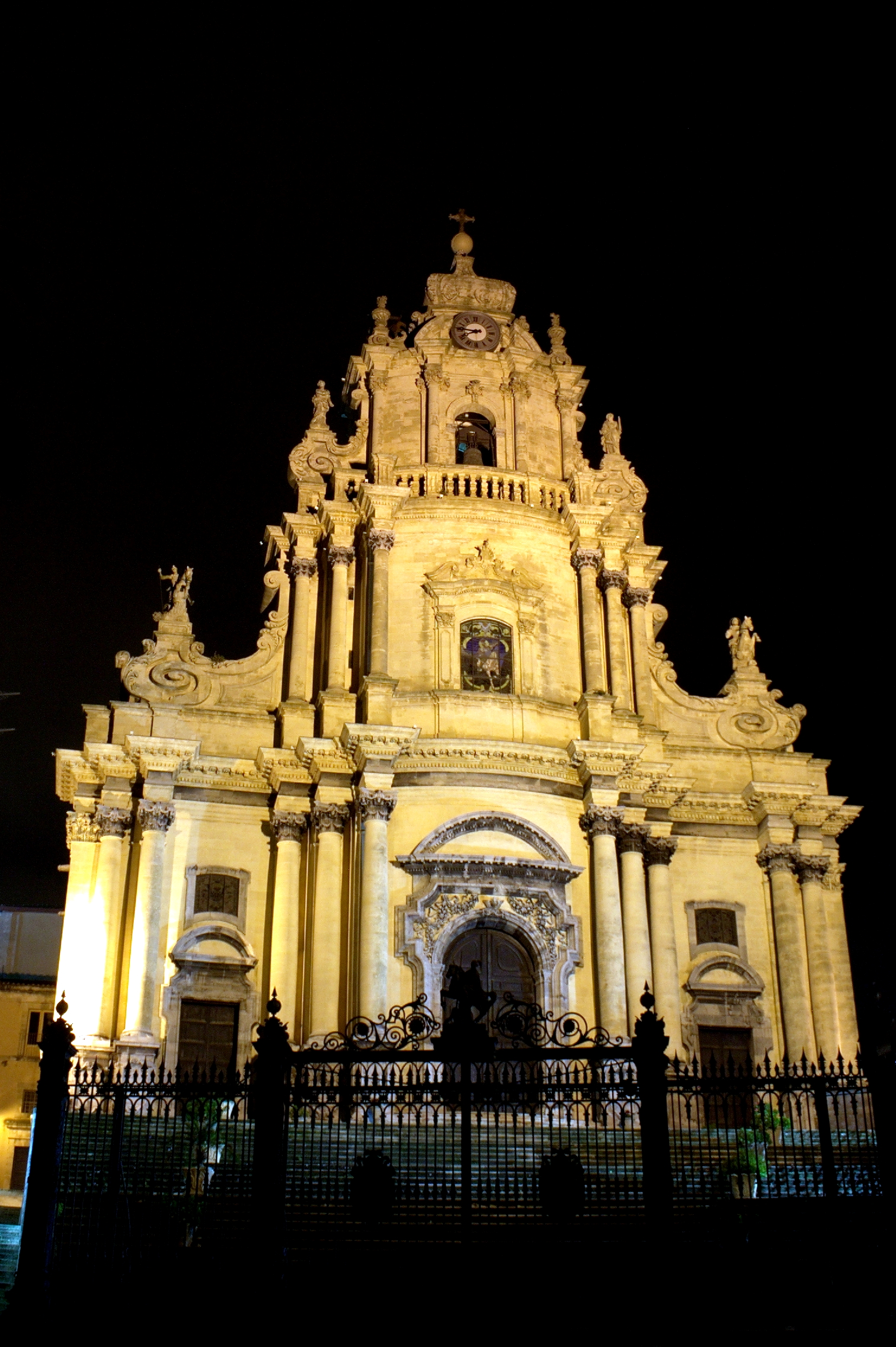
Duomo San Giorgio, Ragusa
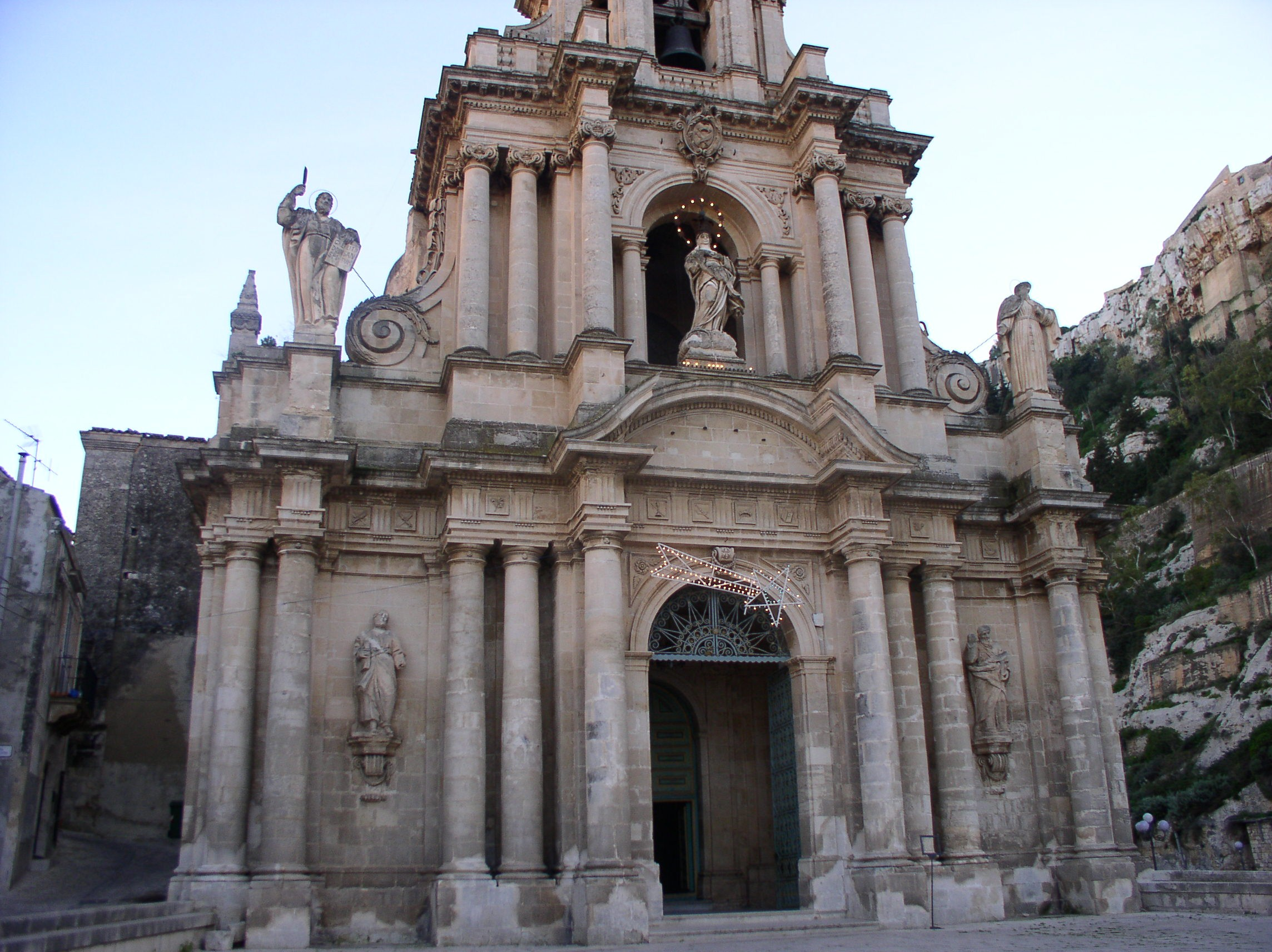
La chiesa di San Bartolomeo, Scicli